# 白硒铁矿
白硒鐵礦（英語：Ferroselite）又稱斜方鐵硒礦為一種硒化物礦物，是等軸晶系Dzharkenite的同質異形體，化學式同為FeSe2。白硒鐵礦於1955年在西伯利亞圖瓦Ust' Uyuk的鈾礦床首次被記錄。其英文名稱跟該礦物的成分有關，取自於自拉丁文的「ferro(鐵)」及「sel(硒)」。通常於缺氧環境的還原條件下沉澱形成。同時也是洛磯山脈中硒的來源之一，該地硒的出現與上白堊紀頁岩沉積有關。
在高放射性廢物深層處置的安全評估計算框架中，白硒鐵礦和Dzharkenite在地球化學計算中也被認為是限制硒-79溶解度的礦物相之一。